# 5095 Escalante
Az 5095 Escalante (ideiglenes jelöléssel 1983 NL) a Naprendszer kisbolygóövében található aszteroida. Edward L. G. Bowell fedezte fel 1983. július 10-én.